# Matrilokaliteit
Matrilokaliteit is een manier van samenleven waarbij dochters (ook als ze volwassen zijn, trouwen en kinderen krijgen) bij de moeder blijven wonen. Dit heeft tot gevolg dat echtgenoten van dochters óf ook bij de moeder van de dochter wonen óf daar slechts op bezoek komen (bezoekhuwelijk).
Matrilokaliteit vereist matrilineariteit maar andersom volgt uit matrilineariteit niet vanzelfspreken matrilokaliteit. Het begrip uxorilokaliteit is nauw verwant aan het begrip matrilokaliteit, maar matrilokaliteit vergt dus niet per definitie de verhuizing van de bruidegom.